# Riyadh Air
Riyadh Air (in arabo: طيران الرياض) è la seconda compagnia aerea di bandiera dell'Arabia Saudita, dopo Saudia, con sede a Riad.
L'hub aeroportuale è a Riad, la compagnia opererà per più di 100 destinazioni tra il Medio Oriente e i sei continenti. La flotta sarà composta da Boeing 787 Dreamliner. e Airbus A321neo.
Come dichiarato nel 2024, la compagnia inizierà le operazioni nel 2025. La società ha già stretto accordi con le compagnie dello SkyTeam: Delta Air Lines, China Eastern Airlines e Saudia; e con quelle Star Alliance: Turkish Airlines, Singapore Airlines, Air China ed Egyptair.